# Großer Preis von Mexiko 1965
Der Große Preis von Mexiko 1965 (offiziell IV Gran Premio de Mexico) fand am 24. Oktober auf dem Autódromo Hermanos Rodríguez in Mexiko-Stadt statt und war das zehnte und letzte Rennen der Automobil-Weltmeisterschaft 1965.

## Berichte

### Hintergrund

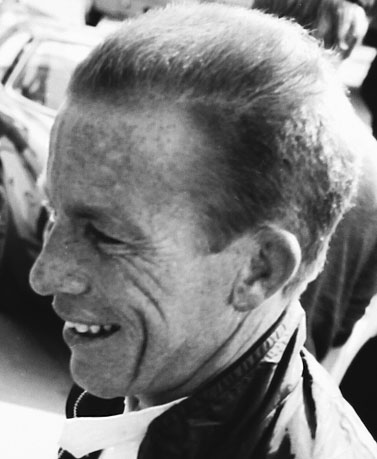
Einziger Sieg für Richie Ginther

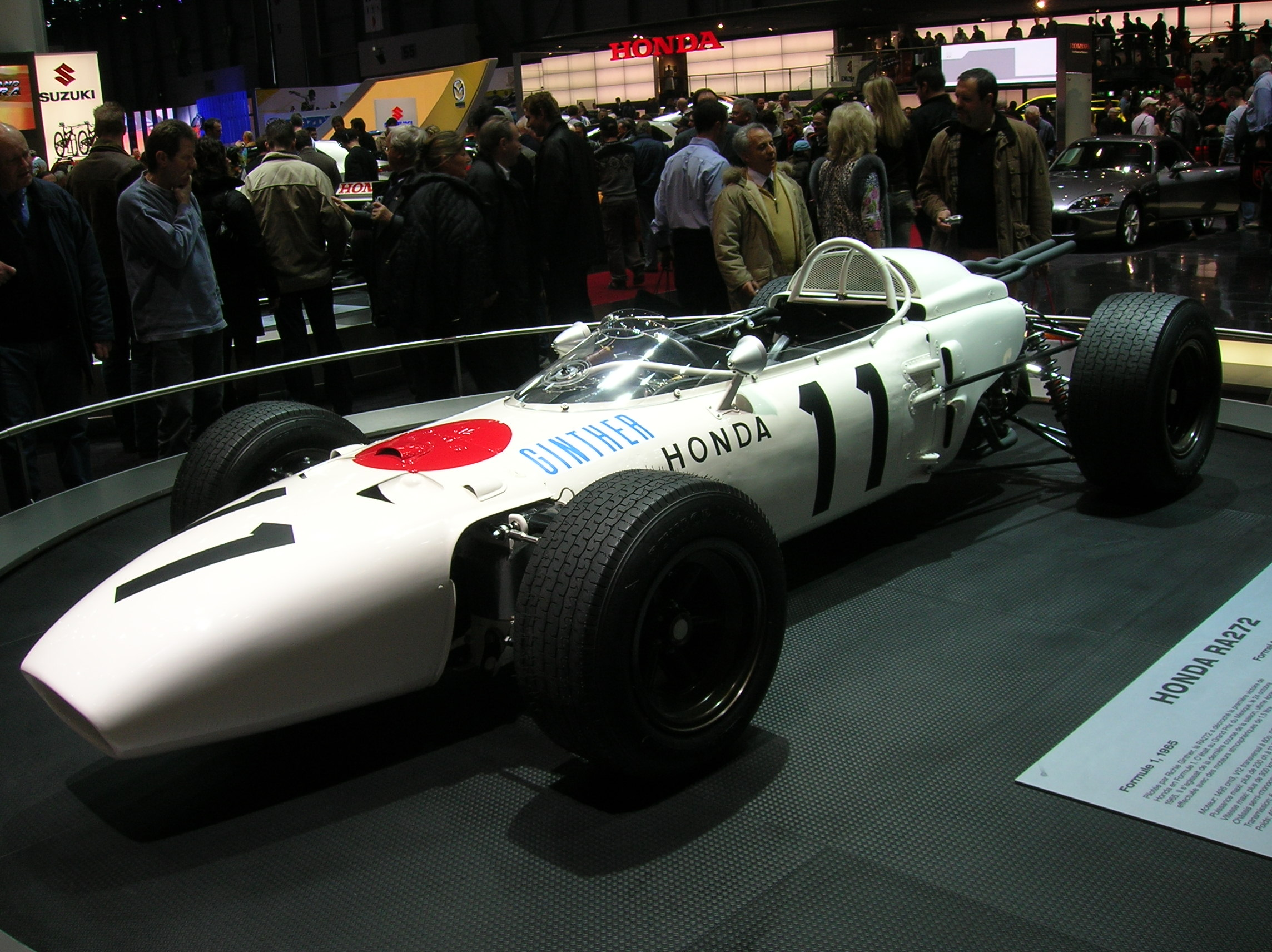
Erster Sieg für Honda

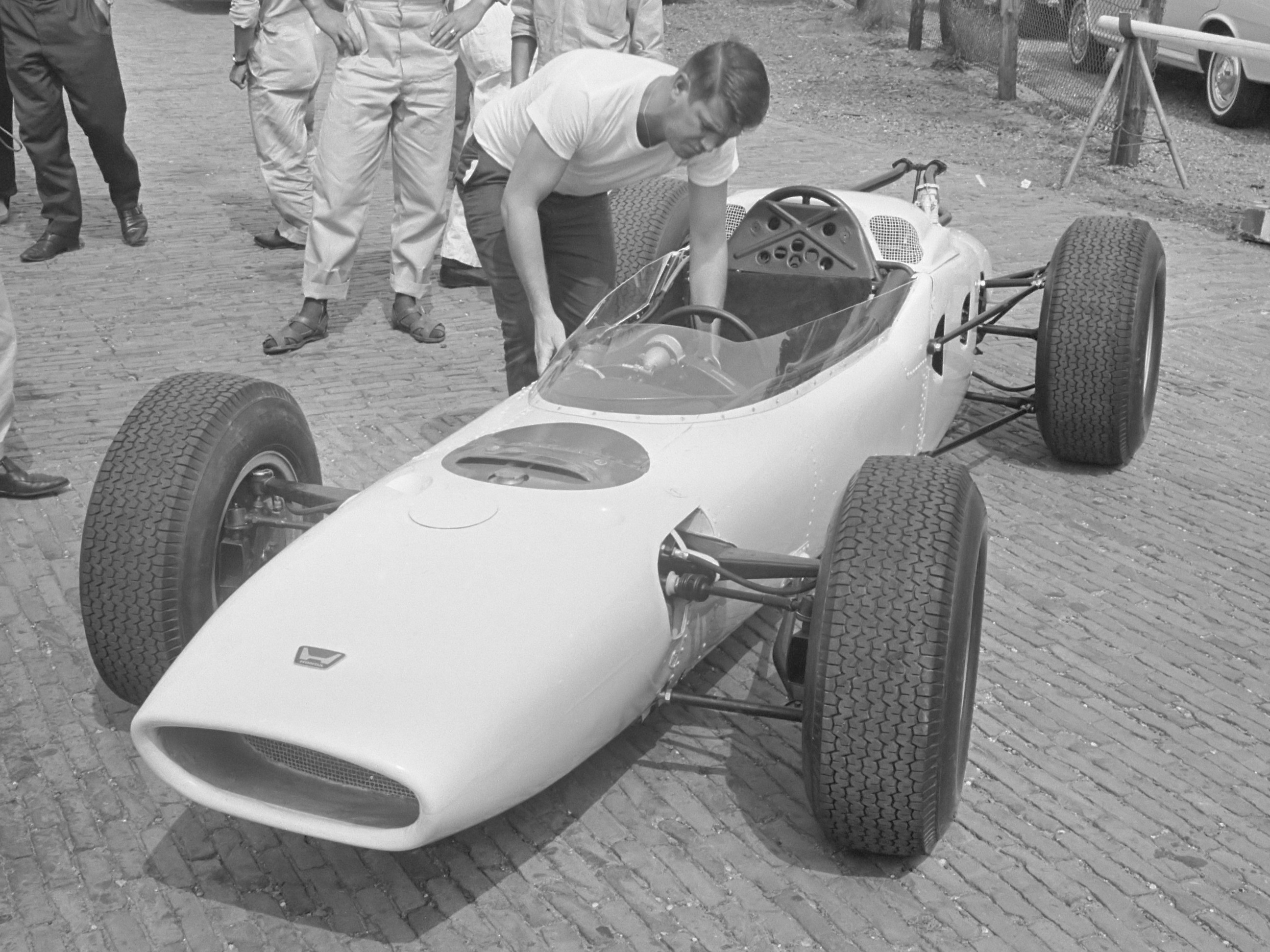
Einzige Punkteplatzierung für Ronnie Bucknum

1962 wurden die Motoren der Fahrzeuge aus Sicherheitsgründen auf 1,5 Liter Hubraum begrenzt, da in den Jahren zuvor viele Fahrer tödlich verunglückt waren. Diese Beschränkung wurde 1966 wieder aufgehoben, wodurch der Große Preis von Mexiko 1965 der letzte Grand Prix mit 1,5-Liter-Motoren im Rahmen der Automobil-Weltmeisterschaft war. Ein weiteres Mal wurde 1965 unter diesem Reglement beim nicht zur Weltmeisterschaft zählenden Rand Grand Prix gefahren, der ebenfalls zum letzten Mal stattfand und den Jack Brabham auf Brabham gewann.
Ferrari meldete zwei Ferrari 1512 für Lorenzo Bandini und Ludovico Scarfiotti. John Surtees fiel weiterhin verletzungsbedingt aus. Ein dritter Wagen wurde für Pedro Rodríguez gemeldet, allerdings unter dem Teamnamen North American Racing Team. Ferrari trat unter diesem Teamnamen zum letzten Mal in der Automobil-Weltmeisterschaft an. Bandini blieb auch 1966 beim Team, Rodríguez wechselte anschließend zu Lotus. Er kehrte 1969 jedoch zu Ferrari zurück. Für Scarfiotti war es die einzige Meldung 1965, er musste seinen Wagen für das Rennen Rodríguez überlassen. Bei Lotus wurden erneut drei Fahrzeuge für Jim Clark, Mike Spence und Moisés Solana gemeldet. Spence bestritt nach drei Jahren das letzte Rennen für Lotus, er wechselte zu Reg Parnell Racing. Solana fuhr auch in den folgenden Jahren vereinzelte Grands Prix auf dem amerikanischen Kontinent, 1966 eines für Cooper, danach wieder für Lotus. Bei Brabham verließ nach dem Rennen Dan Gurney das Team, um 1966 mit einem eigenen Team zu starten. Nur für den Großen Preis der Niederlande 1968 kehrte Gurney noch einmal zu Brabham zurück. Auch Bruce McLaren meldete ab 1966 sein eigenes Team an, er verließ dafür nach acht Jahren den Cooper-Rennstall. Jochen Rindt hingegen verlängerte seinen Vertrag bei Cooper, die zudem Richie Ginther verpflichteten. Ginther kehrte aber bereits nach wenigen Rennen 1966 zu Honda zurück. Lediglich B.R.M. blieb bei seiner Fahrerpaarung weiterhin konstant und setzte auch in der folgenden Saison auf Graham Hill und Jackie Stewart.
Weitere personelle Veränderungen gab es bei den Teams mit Kundenfahrzeugen. Reg Parnell Racing meldete zum vorerst letzten Mal zwei Fahrzeuge für das Rennen. Innes Ireland wurde noch vor dem Rennen vom Team entlassen, er fuhr in seiner weiteren Karriere nur noch zwei Grands Prix für Bernard White Racing. Seinen Wagen erhielt Bob Bondurant, der anschließend zu Team Chamaco Collect wechselte. Auch Richard Attwood verließ Reg Parnell Racing und setzte ein Jahr aus. Das Team fuhr in den folgenden Jahren nur noch mit einem Wagen. Ein dritter Fahrer, der 1966 mit eigenem Team antrat, war Joakim Bonnier, der zum letzten Mal für das Rob Walker Racing Team fuhr.
Mit Clark und Gurney nahmen zwei ehemalige Sieger am Rennen teil, bei den Konstrukteuren waren zuvor Lotus zweimal und Brabham einmal erfolgreich. In der Fahrerwertung führte Clark uneinholbar vor Hill und Stewart. Lotus stand bereits als Konstrukteursweltmeister fest.

### Training
Vor dem Training fanden Testfahrten auf der Strecke statt, die vor allem Honda intensiv nutzte, um sich auf das Rennen vorzubereiten. Die erste offizielle Trainingssitzung fand am Freitag statt und dauerte vier Stunden. Die erste Bestzeit erzielte Gurney, auf den folgenden Plätzen lagen Ginther, Hill und Solana. Bereits zu Beginn verunfallten die Ferrari-Fahrer Rodríguez und Bandini. Rodríguez testete neue Firestone-Reifen und verlor einen davon, wodurch er von der Strecke abkam und der Wagen schwer beschädigt wurde. Er selber blieb unverletzt und setzte das Rennwochenende im Fahrzeug von Scarfiotti fort. Bandini berührte in der Kurve vor der Boxengasse die Leitplanke und beschädigte die vordere Radaufhängung; der Schaden wurde aber schnell behoben. Als Bandini mit Scarfiottis Ferrari wieder auf die Strecke ging, musste er einem streunenden Hund ausweichen, der über die Strecke lief. In den Jahren vorher gab es dieses Problem beim Großen Preis von Mexiko öfters. Beide Honda-Fahrer setzten sich anschließend an die Spitze des Klassements, bevor Clark eine neue Bestzeit fuhr. Allerdings hatte er kurz danach einen Motorschaden und auch Hill sowie Stewart beendeten die Trainingssitzung mit Motorenproblemen frühzeitig.
Am Samstag fand die zweite Trainingssitzung statt. Mit McLaren, Rindt, Attwood und Ireland waren vier Fahrer nicht an der Rennstrecke erschienen, da sie sich auf dem Weg dorthin verfahren hatten. Erst über eine Stunde nach Trainingsbeginn kamen sie an, als Konsequenz entließ Reg Parnell Ireland aus seinem Vertrag und gab das freie Cockpit an Bondurant. Für die anderen drei Fahrer gab es keine Konsequenzen. Die beiden Cooper-Fahrer starteten verspätet in das Training und hatten zudem noch technische Probleme, die bei McLaren zu einem Unfall führten. Gegen Ende der zweiten Trainingssitzung fuhr Clark die Bestzeit und erreichte seine sechste Pole-Position der Saison. Nur sieben hundertstel Sekunden langsamer war Gurney auf Platz zwei. Ginther erreichte den dritten Startplatz vor Brabham und Hill. Im Mittelfeld qualifizierte sich Spence auf Rang sechs vor Bandini, Stewart und Solana; die ersten zehn wurden von Bucknum vervollständigt. Bester Fahrer mit Kundenfahrzeug war Siffert auf Position elf.

### Rennen
Vor dem Start fand eine Fahrerparade statt, zu der die Fahrer mit einem Renault R8 in einer Reihe fahren sollten. Lediglich Clark hielt sich an die Vorgaben und wartete auf den offiziellen Start der Fahrerparade. Die anderen Fahrer fuhren stattdessen frühzeitig los und trugen mit diesen Fahrzeugen für eine Runde Zweikämpfe aus, drifteten oder fuhren teilweise in die entgegengesetzte Richtung.
Nach einer Einführungsrunde startete der Grand Prix und Ginther übernahm unmittelbar nach dem Start die Führung vor Clark und Gurney. Stewart verbesserte sich innerhalb der ersten Runde auf den zweiten Rang, hatte aber schon mehr als eine Sekunde Rückstand auf Ginther. Spence überholte Gurney und lag auf Rang drei, Clark hingegen fiel mit Motorenproblemen ins Mittelfeld zurück. In der zweiten Runde überholte Spence Stewart und setzte sich von ihm ab, während Ginther seinen Vorsprung weiter ausbaute. Brabham kam an die Box und ließ sechs Minuten lang seinen Wagen reparieren; in der folgenden Runde kam er ein weiteres Mal zur Box. Er schied später mit Ölverlust seines Fahrzeuges aus. Auch an der Spitze gab es Positionsverschiebungen durch die Ausfälle verschiedener Fahrer. Stewart verlor mit Kupplungsdefekt erst mehrere Plätze und stellte daraufhin in Runde 36 seinen Wagen ab. Bei Clark wurden die Motorenprobleme schlimmer und er schied in Runde neun aus. McLaren fiel mit Getriebeschaden aus, Bondurant mit einer gebrochenen Aufhängung. Auch Rindt erreichte das Ziel nicht, wodurch für Cooper die Saison mit einem Doppelausfall endete.
Hill überholte Gurney und lag auf Rang drei, hinter den beiden kämpfte Bandini mit Rodríguez und Siffert. In Runde 33 kamen beide Ferrari an die Box, Bandini hatte bei einer Kollision mit einem Reifenstapel die Nase seines Wagens beschädigt, bei Rodríguez musste die Batterie getauscht werden. Beide Ferrari wurden repariert, beide setzten das Rennen am Ende des Feldes fort. Ginther baute unterdessen seinen Vorsprung vor Gurney, der zuvor Spence überholt hatte, auf mehr als sieben Sekunden aus, bevor er wieder auf vier Sekunden verringert wurde. Im Kampf um die nachfolgenden Platzierungen schied Bonnier mit defekter Aufhängung aus. Solana überholte Siffert und verbesserte sich auf Platz fünf, bevor auch er seinen Wagen mit einem Defekt abstellte. Der letzte Ausfall des Rennens war Hill, bei ihm war der Grund ein Motorschaden. Somit erreichte auch kein B.R.M. das Ziel und insgesamt wurden nur acht Fahrer klassifiziert.
Gegen Rennende kam Gurney immer näher an Ginther heran, beide steigerten kontinuierlich die Rundenzeiten und brachen dabei mehrfach den Streckenrekord. Gurney fuhr am Ende die schnellste Rennrunde, schaffte es aber nicht mehr an Ginther heranzukommen, der sein einziges Rennen im Rahmen der Automobil-Weltmeisterschaft gewann. Für ihn blieb es auch der letzte Podestplatz in seiner Karriere. Auch Honda gewann sein erstes Rennen, das erste für einen japanischen Konstrukteur überhaupt. Dies war der einzige Sieg für Honda beim Großen Preis von Mexiko, erst beim Großen Preis von Italien 1967 gewann Honda erneut ein Rennen. Auch für Goodyear war der Große Preis von Mexiko der erste Sieg in der Automobil-Weltmeisterschaft. Bis 1998 folgten 367 weitere, womit Goodyear der erfolgreichste Reifenhersteller in der Formel-1-Geschichte wurde.
Gurney wurde mit etwas weniger als drei Sekunden Rückstand Zweiter und erreichte seinen fünften Podestplatz in Folge. Spence hatte im Ziel mehr als eine Minute Rückstand auf den Sieger und wurde Dritter, für ihn die einzige Podestplatzierung in der Automobil-Weltmeisterschaft. Siffert erhielt Punkte für Platz vier, Bucknum wurde Fünfter vor Attwood. Bucknum erhielt die einzigen Punkte seiner Karriere. Rodríguez rollte in der letzten Runde aus und wurde noch von Attwood überholt. Er und Bandini kamen somit außerhalb der Punkteränge ins Ziel.
In der Fahrerwertung änderte sich beim Saisonfinale nichts mehr. Clark war Weltmeister vor Hill und Stewart. Bei den Konstrukteuren hatte Lotus-Climax neun Punkte mehr und erhielt den Titel vor B.R.M. Brabham-Climax zog im letzten Rennen noch knapp an Ferrari vorbei und wurde Dritter der Wertung.

## Meldeliste
| Team                        | Nr. | Fahrer              | Chassis      | Motor           | Reifen |
| --------------------------- | --- | ------------------- | ------------ | --------------- | ------ |
| Scuderia Ferrari SpA SEFAC  | 02  | Lorenzo Bandini     | Ferrari 1512 | Ferrari 1.5 B12 | D      |
| Scuderia Ferrari SpA SEFAC  | 24  | Ludovico Scarfiotti | Ferrari 1512 | Ferrari 1.5 B12 | D      |
| Scuderia Ferrari SpA SEFAC  | 24  | Pedro Rodríguez     | Ferrari 1512 | Ferrari 1.5 B12 | D      |
| Owen Racing Organisation    | 03  | Graham Hill         | BRM P261     | BRM 1.5 V8      | D      |
| Owen Racing Organisation    | 04  | Jackie Stewart      | BRM P261     | BRM 1.5 V8      | D      |
| Team Lotus                  | 05  | Jim Clark           | Lotus 33     | Climax 1.5 V8   | D      |
| Team Lotus                  | 06  | Mike Spence         | Lotus 33     | Climax 1.5 V8   | D      |
| Team Lotus                  | 18  | Moisés Solana       | Lotus 25     | Climax 1.5 V8   | D      |
| Brabham Racing Organisation | 07  | Jack Brabham        | Brabham BT11 | Climax 1.5 V8   | G      |
| Brabham Racing Organisation | 08  | Dan Gurney          | Brabham BT11 | Climax 1.5 V8   | G      |
| Cooper Car Company          | 09  | Bruce McLaren       | Cooper T77   | Climax 1.5 V8   | D      |
| Cooper Car Company          | 10  | Jochen Rindt        | Cooper T77   | Climax 1.5 V8   | D      |
| Honda R&D Co.               | 11  | Richie Ginther      | Honda RA272  | Honda 1.5 V12   | G      |
| Honda R&D Co.               | 12  | Ronnie Bucknum      | Honda RA272  | Honda 1.5 V12   | G      |
| North American Racing Team  | 14  | Pedro Rodríguez     | Ferrari 1512 | Ferrari 1.5 B12 | D      |
| Rob Walker Racing Team      | 15  | Joakim Bonnier      | Brabham BT7  | Climax 1.5 V8   | D      |
| Rob Walker Racing Team      | 16  | Joseph Siffert      | Brabham BT11 | BRM 1.5 V8      | D      |
| Reg Parnell Racing          | 21  | Richard Attwood     | Lotus 25     | BRM 1.5 V8      | D      |
| Reg Parnell Racing          | 22  | Innes Ireland       | Lotus 25     | BRM 1.5 V8      | D      |
| Reg Parnell Racing          | 22  | Bob Bondurant       | Lotus 25     | BRM 1.5 V8      | D      |

Anmerkungen
1. 1 2  Beide Fahrer fuhren den Wagen mit der Nummer 24 in den Trainingssitzungen, Rodríguez fuhr ihn im Rennen.
2. 1 2  Beide Fahrer fuhren den Wagen mit der Nummer 22 in den Trainingssitzungen, Bondurant fuhr ihn im Rennen.

## Klassifikationen

### Startaufstellung
| Pos. | Fahrer              | Konstrukteur   | Zeit       | Ø-Geschwindigkeit | Start |
| ---- | ------------------- | -------------- | ---------- | ----------------- | ----- |
| 01   | Jim Clark           | Lotus-Climax   | 1:56,17    | 154,95 km/h       | 01    |
| 02   | Dan Gurney          | Brabham-Climax | 1:56,24    | 154,85 km/h       | 02    |
| 03   | Richie Ginther      | Honda          | 1:56,48    | 154,53 km/h       | 03    |
| 04   | Jack Brabham        | Brabham-Climax | 1:56,78    | 154,14 km/h       | 04    |
| 05   | Graham Hill         | B.R.M.         | 1:57,06    | 153,77 km/h       | 05    |
| 06   | Mike Spence         | Lotus-Climax   | 1:57,22    | 153,56 km/h       | 06    |
| 07   | Lorenzo Bandini     | Ferrari        | 1:57,31    | 153,44 km/h       | 07    |
| 08   | Jackie Stewart      | B.R.M.         | 1:57,31    | 153,44 km/h       | 08    |
| 09   | Moisés Solana       | Lotus-Climax   | 1:57,55    | 153,13 km/h       | 09    |
| 10   | Ronnie Bucknum      | Honda          | 1:57,88    | 152,70 km/h       | 10    |
| 11   | Joseph Siffert      | Brabham-B.R.M. | 1:57,94    | 152,62 km/h       | 11    |
| 12   | Joakim Bonnier      | Brabham-Climax | 1:58,22    | 152,26 km/h       | 12    |
| 13   | Pedro Rodríguez     | Ferrari        | 1:59,06    | 151,18 km/h       | 13    |
| 14   | Bruce McLaren       | Cooper-Climax  | 1:59,15    | 151,07 km/h       | 14    |
| 15   | Jochen Rindt        | Cooper-Climax  | 1:59,30    | 150,88 km/h       | 15    |
| 16   | Richard Attwood     | Lotus-B.R.M.   | 2:00,61    | 149,24 km/h       | 16    |
| 17   | Bob Bondurant       | Lotus-B.R.M.   | 2:00,80    | 149,01 km/h       | 17    |
| 18   | Innes Ireland       | Lotus-B.R.M.   | keine Zeit | –                 | –     |
| 19   | Ludovico Scarfiotti | Ferrari        | keine Zeit | –                 | –     |

### Rennen
| Pos. | Fahrer              | Konstrukteur   | Runden | Stopps | Zeit       | Start | Schnellste Runde |
| ---- | ------------------- | -------------- | ------ | ------ | ---------- | ----- | ---------------- |
| 01   | Richie Ginther      | Honda          | 65     | 0      | 2:08:32,1  | 03    |                  |
| 02   | Dan Gurney          | Brabham-Climax | 65     | 0      | + 2,89     | 02    | 1:55,84 (57.)    |
| 03   | Mike Spence         | Lotus-Climax   | 65     | 0      | + 1:00,15  | 06    |                  |
| 04   | Joseph Siffert      | Brabham-B.R.M. | 65     | 0      | + 1:54,42  | 11    |                  |
| 05   | Ronnie Bucknum      | Honda          | 64     | 0      | + 1 Runde  | 10    |                  |
| 06   | Richard Attwood     | Lotus-B.R.M.   | 64     | 0      | + 1 Runde  | 16    |                  |
| 07   | Pedro Rodríguez     | Ferrari        | 62     | 1      | + 3 Runden | 13    |                  |
| 08   | Lorenzo Bandini     | Ferrari        | 62     | 1      | + 3 Runden | 07    |                  |
| –    | Graham Hill         | B.R.M.         | 57     | 0      | DNF        | 05    |                  |
| –    | Moisés Solana       | Lotus-Climax   | 56     | 0      | DNF        | 09    |                  |
| –    | Joakim Bonnier      | Brabham-Climax | 44     | 0      | DNF        | 12    |                  |
| –    | Jochen Rindt        | Cooper-Climax  | 40     | 0      | DNF        | 15    |                  |
| –    | Jack Brabham        | Brabham-Climax | 39     | 2      | DNF        | 04    |                  |
| –    | Jackie Stewart      | B.R.M.         | 36     | 0      | DNF        | 08    |                  |
| –    | Bob Bondurant       | Lotus-B.R.M.   | 30     | 0      | DNF        | 08    |                  |
| –    | Bruce McLaren       | Cooper-Climax  | 26     | 0      | DNF        | 14    |                  |
| –    | Jim Clark           | Lotus-Climax   | 9      | 0      | DNF        | 01    |                  |
| DNS  | Innes Ireland       | Lotus-B.R.M.   | –      | –      | –          | –     | –                |
| DNS  | Ludovico Scarfiotti | Ferrari        | –      | –      | –          | –     | –                |

## WM-Stände nach dem Rennen
Die ersten sechs des Rennens bekamen 9, 6, 4, 3, 2, 1 Punkte. Es zählten nur die sechs besten Ergebnisse aus zehn Rennen. In der Konstrukteurswertung zählten dabei nur die Punkte des bestplatzierten Fahrers eines Teams.

### Fahrerwertung
| Pos. | Fahrer          | Konstrukteur   | Punkte  |
| ---- | --------------- | -------------- | ------- |
| 01   | Jim Clark       | Lotus-Climax   | 54      |
| 02   | Graham Hill     | B.R.M.         | 40 (47) |
| 03   | Jackie Stewart  | B.R.M.         | 33 (34) |
| 04   | Dan Gurney      | Brabham-Climax | 25      |
| 05   | John Surtees    | Ferrari        | 17      |
| 06   | Lorenzo Bandini | Ferrari        | 13      |
| 07   | Richie Ginther  | Honda          | 10      |
| 08   | Bruce McLaren   | Cooper-Climax  | 10      |
| 09   | Jack Brabham    | Brabham-Climax | 9       |
| 10   | Mike Spence     | Lotus-Climax   | 8       |
| 11   | Denis Hulme     | Brabham-Climax | 8       |
| 12   | Joseph Siffert  | Brabham-B.R.M. | 5       |
| 13   | Jochen Rindt    | Cooper-Climax  | 4       |
| 14   | Pedro Rodríguez | Ferrari        | 2       |
| 15   | Richard Attwood | Lotus-B.R.M.   | 2       |
| 16   | Ronnie Bucknum  | Honda          | 2       |
| 17   | Joakim Bonnier  | Brabham-Climax | 0       |
| 18   | Frank Gardner   | Brabham-B.R.M. | 0       |
| 19   | Masten Gregory  | B.R.M.         | 0       |
| 20   | Bob Anderson    | Brabham-Climax | 0       |

| Pos. | Fahrer             | Konstrukteur                | Punkte |
| ---- | ------------------ | --------------------------- | ------ |
| 21   | Paul Hawkins       | Lotus-Climax / Brabham-Ford | 0      |
| 22   | Innes Ireland      | Lotus-B.R.M.                | 0      |
| 23   | Bob Bondurant      | Ferrari                     | 0      |
| 24   | Peter de Klerk     | Alfa Romeo                  | 0      |
| 25   | Tony Maggs         | Lotus-B.R.M.                | 0      |
| 26   | Lucien Bianchi     | B.R.M.                      | 0      |
| 27   | Nino Vaccarella    | Ferrari                     | 0      |
| 28   | Moisés Solana      | Lotus-Climax                | 0      |
| 29   | Sam Tingle         | LDS-Alfa Romeo              | 0      |
| 30   | Roberto Bussinello | B.R.M.                      | 0      |
| 31   | David Prophet      | Brabham-Ford                | 0      |
| –    | John Love          | Cooper-Climax               | 0      |
| –    | Mike Hailwood      | Lotus-B.R.M.                | 0      |
| –    | Chris Amon         | Lotus-B.R.M.                | 0      |
| –    | John Rhodes        | Cooper-Climax               | 0      |
| –    | Gerhard Mitter     | Lotus-Climax                | 0      |
| –    | Giacomo Russo      | Lotus-Climax                | 0      |
| –    | Giancarlo Baghetti | Brabham-Climax              | 0      |
| –    | Giorgio Bassi      | B.R.M.                      | 0      |

### Konstrukteurswertung
| Pos. | Konstrukteur   | Punkte  |
| ---- | -------------- | ------- |
| 01   | Lotus-Climax   | 54 (58) |
| 02   | B.R.M.         | 45 (61) |
| 03   | Ferrari        | 27 (31) |
| 04   | Brabham-Climax | 26 (27) |
| 05   | Cooper-Climax  | 14      |
| 06   | Honda          | 11      |

| Pos. | Konstrukteur   | Punkte |
| ---- | -------------- | ------ |
| 07   | Brabham-B.R.M. | 5      |
| 08   | Lotus-B.R.M.   | 2      |
| 09   | Brabham-Ford   | 0      |
| 10   | Alfa Romeo     | 0      |
| 11   | LDS-Alfa Romeo | 0      |